# الپه، آلمان
شهر الپه، آلمان (به آلمانی: Olpe, Germany) در ایالت نوردراین-وستفالن در کشور آلمان واقع شده‌است.